# Acroriodes diplolopha
Acroriodes diplolopha är en fjärilsart som beskrevs av Druce 1908. Acroriodes diplolopha ingår i släktet Acroriodes och familjen nattflyn. Inga underarter finns listade i Catalogue of Life.